# Jackie O (opera)

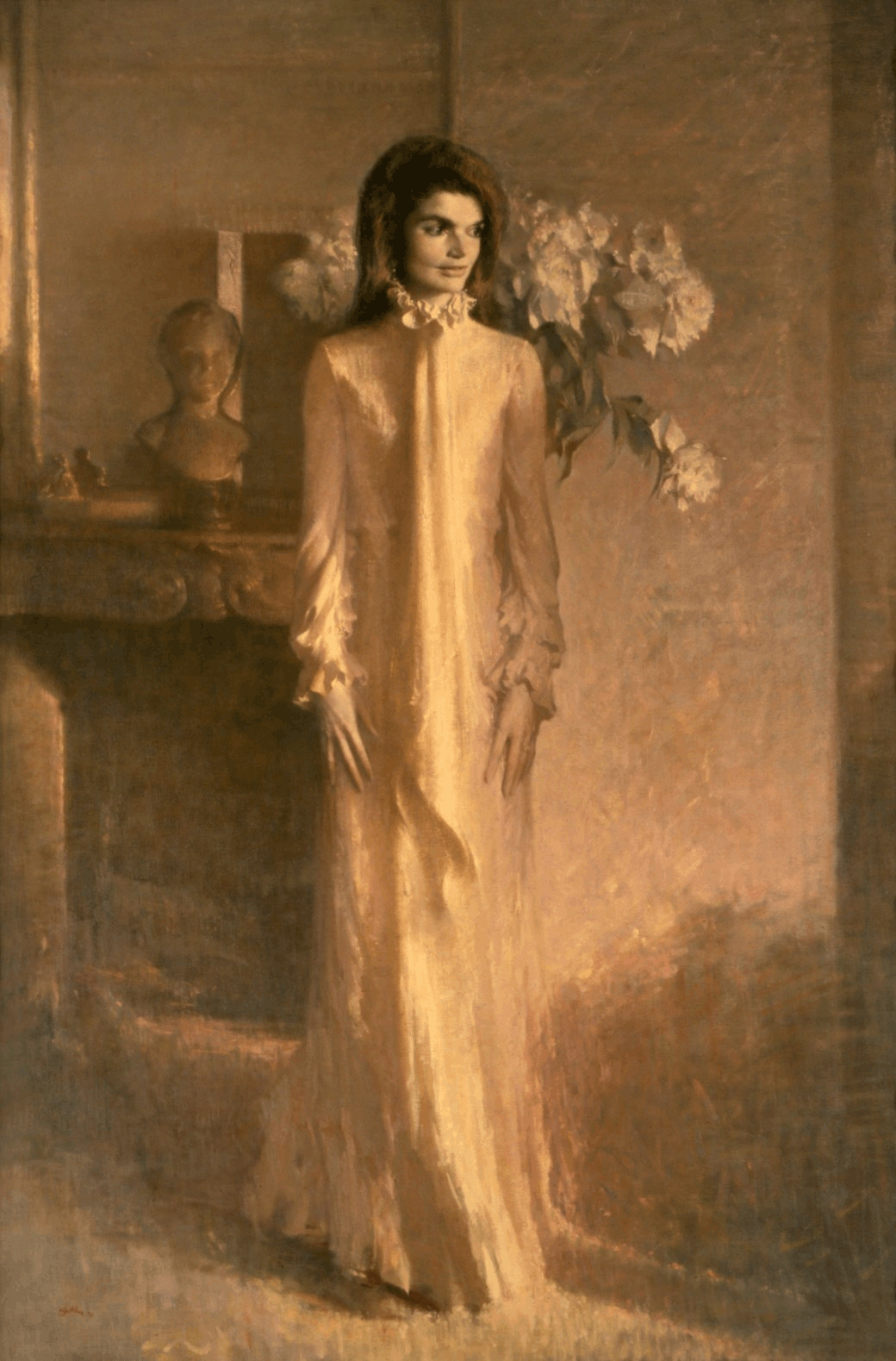

Jackie O är en kammaropera i två akter med musik av Michael Daugherty och libretto av Wayne Koestenbaum. Operans speltid är 90 minuter och den var en beställning av Houston Grand Opera 1995 med premiär 1997. Den är inspirerad av amerikansk musical och populärkultur från 1960-talet och episoder i Jacqueline Kennedy Onassis liv.

## Uppförandehistorik
Jackie O hade premiär på Cullen Theater i Houston, Texas den 14 mars 1997 med Christopher Larkin som dirigent. Operans kanadensiska premiär ägde rum den 7 augusti 1997 på Banff Centre i Alberta dirigerad av Bruno Ferrandis. Produktionen var ett samarbete mellan Houston Grand Opera's Houston Opera Studio och the Banff Centre. Premiäruppsättningen regisserades av Nicholas Muni, med dekor och kostymer av Peter Werner, ljussättning av Harry Frehner och koreografi av Bruce Brown, som även spelade rollen Paparazzo.
Operan har uppförts på åtskilliga scener i USA, såsom på Duquesne University Opera Workshop i Pittsburgh (1999), Long Leaf Opera i Chapel Hill, North Carolina (2003), och University of Michigan School of Music, Theatre and Dance i Ann Arbor (2006). Jackie O fick sin franska premiär den 2 februari 2002 på operan i Metz, och sin italienska premiär den 3 april 2008 på Teatro Rossini i Lugo (Emilia-Romagna) i samarbete med Teatro Comunale di Bologna.

## Musiken
Operan är orkestrerad för kör och solister (sopran, mezzosopran, tenor, baryton och bas) samt en orkester på 20 musiker:  piccolaflöjt/flöjt, oboe/Engelskt horn, klarinett/basklarinett, tenor/alt/sopran saxofon, fagott, valthorn, trumpet, trombon/euphonium, tuba, harpa, akustisk gitarr, synthesizer/piano, slagverk och stråkar.

## Personer
| Roller              | Stämma            | Premiärbesättning 14 mars 1997 (Dirigent: - Christopher Larkin |
| ------------------- | ----------------- | -------------------------------------------------------------- |
| Jackie O            | sopran            | Nicole Heaston                                                 |
| Maria Callas        | mezzosopran       | Stephanie Novacek                                              |
| Grace Kelly         | mezzosopran       | Joyce DiDonato                                                 |
| Andy Warhol         | baryton           | Daniel Belcher                                                 |
| Aristoteles Onassis | bas               | Eric Owens                                                     |
| Liz Taylor          | sopran            | Jonita Lattimore                                               |
| John F. Kennedy     | tenor             | John McVeigh                                                   |
| Paparazzo           | steppare, talroll | Bruce Brown                                                    |

## Handling
Wayne Koestenbaum har beskrivit librettots lösliga berättelse som ett "kollage" i samma stil som Gertrude Steins libretto till Four Saints in Three Acts, en opera av den amerikanske kompositören Virgil Thomson. Koestenbaum har skrivit både poesi och böcker om opera och ikoniska operasångare såsom Maria Callas. Det är inte förvånande att det i Jackie O förekommer flera anspelningar till Maria Callas och hennes karriär: Violettas dödsaria från La traviata, återspeglad i Addio Del Passato; begravningselden i finalscenen till Norma, återspeglad i The Flame Duet; samt både grevinnans förlåtelsearia i Figaros bröllop och den fängslade Manricos röst i Il trovatore, återspeglad i Jack's Song.
Akt I börjar med en "happening" i artisten Andy Warhols studio i New York, där flera celebriteter förekommer såsom Elizabeth Taylor, Grace Kelly, Aristoteles Onassis, och hans älskarinna Maria Callas. Alla väntar spänt på Jackie och sjunger Jackie's Coming!. Jackie anländer och fascineras av Onassis. Callas inser att Onassis kommer att lämna henne för Jackie och sjunger Addio Del Passato (Farväl till gårdagen). Onassis och Jackie flyr från partyt för att se den nya konstfilmen Jag är nyfiken - en film i gult.
Akt II utspelas ombord Onassis yacht Christina, samt på hans privata ö Skorpios. Jackie och Onassis har varit gifta i ett år. På yachten blir Jackie melankolisk och drabbas av transliknande drömmar. Maria Callas söker en försoning med Onassis och de två bestämmer sig för att mötas (I Will See You At The Lido). I en av sina drömmer vandrar Jackie på ön och möter Maria Callas. De sluter fred medan de sjunger The Flame Duet. Sedan förstör Jackie och Callas en paparazzokamera, vilket medför att Jackie får kraften att kommunicera med sin döde make John F. Kennedy, som kan höras som en avlägsen röst. Hon förlåter honom hans otrohet i duetten Jack's Song. Operan slutar med att Jackie bestämmer sig för att återvända till USA i sången The New Frontier Is Here.

## Musikalisk uppbyggnad
Ouvertyr - Jackie's Song. (Tonsatt för solocello, flöjt/piccolaflöjt, basklarinett, violin, slagverk och piano. Stycket hade haft premiär redan 1996 och utgör Jackies ledmotiv genom operan.
Akt I. The Happening
1968
Jackie's Coming!
Egyptian Time
Goldfinger
Painter's Credo
Jackie's Credo
Addio Del Passato
I Am Curious (Yellow)
Final: Don't Look Back
1968 (repris) 
Akt II. The Island
Scen 1 (Ombord 'Christina') 
I Resemble A God
Stiff Drink
All His Bright Light
I Will See You At The Lido
Scen 2 (På Skorpios) 
The Flame Duet
Smash His Camera!
Jack's Song
The New Frontier Is Here

## Inspelningar
- On CD: Michael Daugherty: Jackie O (Nicole Heaston, John McVeigh, Daniel Belcher, Eric Owens, Joyce DiDonato, Jonita Lattimore, Stephanie Novacek; Houston Grand Opera Orchestra and Chorus, conducted by Christopher Larkin) Label: London Decca/Argo 455 591-2
- On DVD: Jackie O (Fiona McAndrew, Nora Sourouzian, Simone Alberghini, Paul Carey Jones; Christopher Franklin) Label: Dynamic 33605